# Luxemburgi Beatrix magyar királyné
Luxemburgi Beatrix (németül: Beatrix von Luxemburg, csehül: Beatrix Lucemburská; 1305 – Temesvár, Magyar Királyság, 1319. november 11.), a Luxemburg-házból származó hercegnő, VII. Henrik német-római császár és Brabanti Margit leánya, aki Károly Róbert magyar király harmadik hitveseként Magyarország királynéja 1318-tól fiatalon, 1319-ben bekövetkezett haláláig.

## Élete, származása
- Édesapja VII. Henrik német-római császár. VI. Henrik luxemburgi gróf és Avesnes Beatrix fia.
- Édesanyja Brabanti Margit császárné. I. János brabanti herceg és Flandriai Margit leánya.

Beatrix volt szülei legkisebb gyermeke. Két testvére volt: (Luxemburgi) János cseh király és Mária későbbi francia királyné.
Beatrixot 1318-ban a cseh-magyar jó viszony érdekében feleségül adták Károly Róbert magyar királyhoz, aki az előző év decemberében özvegyült meg.
Beatrix azonban nem sokáig lehetett magyar királyné, mivel 1319 novemberében egy ismeretlen nevű fiúgyermeknek adott életet, aki azonban nem sokkal később meghalt, hamarosan Beatrixot is elvitte a gyermekágyi láz. Beatrixhoz hasonlóan a francia királynévá lett Mária is gyermekágyi lázban halt meg 1324-ben.
Beatrixot férje a nagyváradi várban álló, azóta megsemmisült székesegyházban temettette el, Szent László sírjának közelébe. Később ide temették Mária magyar királynőt és férjét, Luxemburgi Zsigmondot is. Maradványaikat nem sikerült fellelni, azonosítani.
Forrás: Magyar királynék
| Luxemburgi Beatrix Luxemburg-ház Született: 1305 Elhunyt: 1319. november 11. |                                                                          |                             |
|                                                                              |                                                                          |                             |
| Előző Beuteni Mária                                                          | Magyar, horvát és szlavón királyné 1318 szeptembere – 1319. november 11. | Következő Łokietek Erzsébet |